# Andrea Nuyt
Andrea Nuyt, née le 10 juillet 1974 à Gouda, est une patineuse de vitesse néerlandaise. Elle est médaillée d'argent aux Championnats du monde de sprint 2002. Elle est aussi quatrième du 500 mètres aux Jeux olympiques de 2002. Elle a battu quatre fois le record du monde du 500 mètres entre 2000 et 2002.
Elle est la femme du patineur de vitesse Carl Verheijen.

## Palmarès

### Championnats du monde de sprint
- Médaille d'argent en 2002 à Hamar.